# 요하네스 가이스
요하네스 가이스(Johannes Geis, 1993년 8월 17일 ~ )는 독일의 축구 선수로, 현 소속팀은 1. FC 뉘른베르크이다.